# Kuusikumpujärvet (Gällivare socken, Lappland, 749398-173452)
Kuusikumpujärvet är en sjö i Gällivare kommun i Lappland och ingår i Kalixälvens huvudavrinningsområde. Sjöns area är 0,3 kvadratkilometer och den är belägen 375 meter över havet.